# اضطراب التكامل الحسي
اضطراب المعالجة الحسية (يعرف أيضا باسم خلل التكامل الحسي) هو عبارة عن مرض ينشأ عندما لا يتم معالجة التكامل متعدد الحواس بشكل كاف من أجل توفير استجابات مناسبة لمتطلبات البيئة.
توفر الحواس المعلومات عن طريق وسائل مختلفة، الرؤية، السمع، اللمس، الشم، الذوق، الحس العميق، والجهاز الدهليزي. والتي يحتاجها الإنسان من أجل القيام بوظائفه. يتميز اضطراب المعالجة الحسية بمشاكل كبيرة في تنظيم الحواس القادمة من الجسم والبيئة وتتجلى بصعوبات في الأداء في واحد أو أكثر من المجالات الرئيسية للحياة: الإنتاجية، الترفيه واللعب أو ممارسة أنشطة الحياة اليومية. أناس مختلفون يواجهون مجموعة واسعة من الصعوبات أثناء معالجة البيانات القادمة من الحواس المختلفة، ولا سيما عن طريق اللمس (مثل الشعور بالحكة عند ارتداء الأقمشة الصناعية وصعوبة في ارتدائها، في حين أن الأشخاص الأسوياء لا يشعرون بذلك)، أو القادمة عن طريق الدهليز (الشعور بدوار الحركة أثناء ركوب السيارة على سبيل المثال) أوعند استقبال الحس العميق (مواجهه صعوبة في مسك القلم من أجل الكتابة).
تم تعريف التكامل الحسي من قبل المعالجة المهنية آنا جان ايريس في عام 1972 كالتالي: «التكامل الحسي هي عملية عصبية تقوم بتنظم الإحساس القادم من جسدنا ومن البيئة، الأمر الذي من شأنه أن يجعل من الممكن استخدام أجسامنا بشكل فعال ضمن البيئة».

## التصنيف
لمشاهدة تصنيفات أخرى للمرض اذهب إلى التاريخ
تصنف اضطرابات المعالجة الحسية إلى ثلاث فئات رئيسية: اضطراب التعديل الحسي، والاضطرابات الحركية القائمة على الحس، واضطرابات التمييز الحسي.
اضطراب التعديل الحسي: هو عبارة عن عملية معقدة يقوم بها الجهاز العصبي المركزي الذي يقوم بتعديل وضبط الرسائل العصبية التي تنقل معلومات عن الشدة، والتردد، والمدة، والتعقيد، وعن حداثة المحفزات الحسية. الأشخاص الذين يعانون من اضطرابات التعديل الحسي يواجهون صعوبات في معالجة المعلومات فيما يتعلق بدرجة الشدة، والمدة، والتردد إلخ....
وربما يبدون سلوكيات تحمل طابع الخوف والقلق، سلوكيات سلبية وعنيدة، وسلوكيات ذاتية الاستيعاب التي يصعب جذبها، أو إبداعها أو التي تسعي وراء الإحساس بنشاط.
يتكون من ثلاثة أنواع فرعية

### اضطراب التعديل الحسي
1.اضطراب تعديل حسي مترافق مع فرط في الاستجابة
2.اضطراب تعديل حسي مترافق مع ضعف في الاستجابة
3.اضطراب تعديل حسي مترافق مع سعي ورغبة
اضطرابات حركية قائمة على الحس: هذه الاضطرابات تُبدي ردات فعل حركية غير منتظمة نتيجة للمعالجة الخاطئة للمعلومات الحسية التي تؤثرعلى تحديات السيطرة على التموضع، مما يؤدي إلى

### اضطراب التموضع
و/أواضطراب التنسيق التطوري. هناك نوعان فرعيان:
1.خلل الأداء
2.اضطرابات التموضع

### اضطراب التمييز الحسي
هي عبارة عن معالجة غير صحيحة للمعلومات الحسية. المعالجة غير الصحيحة للمدخلات البصرية أو السمعية، على سبيل المثال، يمكن أن نجدها في عدم الانتباه، الفوضى، وضعف الأداء المدرسي.
هناك عدة أنواع فرعية:
1.بصرية
2.سمعية
3.لمسية
4.ذوقية
5.شمية
6.ذات صلة بالوضعية/الحركة
7.حسية داخلية

## العلامات والأعراض
قد تختلف الأعراض وفقا لنوع المرض ووفقا للنوع الفرعي للمرض. مرض اضطراب المعالجة الحسية يمكن أن يؤثر على حاسة واحدة أو على عدة حواس معا. العديد من الناس يظهر لديهم واحد أو اثنين من الأعراض، ومرض اضطراب المعالجة الحسي لا بد أن يكون له تأثير وظيفي واضح على حياة الشخص.
الأشخاص الذين يعانون من فراط استجابة ربما:
•يكرهون ملمس بعض الأشياء كالأقمشة والأغذية ومنتجات الزينة أو المواد الأخرى الموجودة في الحياة اليومية، والتي لن تسبب أي حساسية للأشخاص العاديين. هذا الكره سيتداخل مع القيام بالوظائف العادية.
•يتجنبون الحشود والأماكن الصاخبة
•يعانون من دوار الحركة (والتي ليس لها أي تفسيرات طبية أخرى)
•يرفضون القيام بأي نشاطات طبيعية تحتوي علي ملامسة البشرة (التقبيل، الحضن أو المعانقة) بسبب تجربة سلبية لإحساس اللمس (يجب علينا أن نتنبه لعدم الخلط بينه وبين الخجل أو الصعوبات الاجتماعية).
•يشعرون بعدم الراحة، أو بالمرض أو بالتهديد بشكل جدي من قبل أصوات طبيعية، وأضواء، وحركات، وروائح، وأذواق، أو حتى الأحساسات الداخلية مثل ضربات القلب.
•لا يرضيهم أي نوع طعام
•لديهم اضطرابات في النوم (يستيقظون بسبب أصوات طفيفة، لديهم مشاكل في الدخول في حالة النوم بسبب الحمل الحسي الزائد)
•يجدون صعوبة في تهدئة أنفسهم، ويجدون أنفسهم تحت الضغط بشكل دائم
الأشخاص الذين يعانون من نقص في الاستجابة:
•لديهم صعوبات بالغة في الاستيقاظ
•يظهرون خاملين وبطيئين
•يكونون غير مدريكن للألم و/أو الأشخاص الآخرين
•قد يظهرون أصماء على الرغم من اختبار وظيفة السمع
•الأطفال ربما لديهم صعوبة في التدرب على المرحاض، وغير مدركين لوجود بلل أو وبراز لديهم.
الأشخاص الذين يعانون من شغف حسي ربما:
•يتململون بشكل مفرط
•يسعون وراء أو ربما يقومون بإصدار أصوات عالية، أو ضجيج مزعج
•يقومون بالتسلق، والقفز وتحطم الأشياء باستمرار
•السعي وراء الأحاسيس «المتطرفة»
•لديهم عادة مص الملابس أوالأصابع أوأقلام الرصاص.... الخ
•يبدون متسرعين
الأشخاص الذين يعانون من مشاكل حسية قائمة أساس حركي ربما:
•يبدون بطيئين وغير منسقين
•يشعرون بعدم الرشاقة والبطء، ولديهم مهارات ضعيفة سواء حركية أو حتى في الكتابة اليدوية
•لديهم وضعيات وقوف هزيلة
وضعية وقوف هزيلة مع إمالة الحوض باتجاه الأمام
•الأطفال قد يتأخرون في الزحف والوقوف والمشي أو الجري.
•يصبحون مماطلين لتجنب المهام الحركية
الأشخاص الذين يعانون من مشاكل التمييز الحسية ربما:
•يسقطون الأشياء باستمرار
•لديهم ضعف في الكتابة اليدوية
•لديهم صعوبة في ارتداء الملابس والأكل
•يستخدمون قوة غير مناسبة للتعامل مع الأشياء
علامات وأعراض أخرى:
•ضعف في التوازن التكاملي وردود فعل يمينية
•انخفاض إيقاع أنماط العضلات في منظومة العضلات الباسطة والقابضة مقابل الجاذبية
•ضعف النغمة الأساسية
•انخفاص مستوى التحكم بوضعية الوقوف
•ضعف في الرأرأة (الرأرأة تذبذب المقلتين السريع اللإرادي)
•وجود وردود فعل غير متكاملة مثل: منعكس الإيقاع الرقبي اللامتناظر
•تشنج في عملية التتبع بالعين
•فشل التجسيم عن طريق اللمس
•عدم كفاية في التطبيق العملي الحركي أو الفكري أو البنائي
•صعوبات مع حركة التخطيط باستخدام معلومات التغذية الراجعة
•صعوبات مع حركة التخطيط باستخدام معلومات التغذية الذاهبة
•ضعف في التنسيق الحركي

## الأسباب

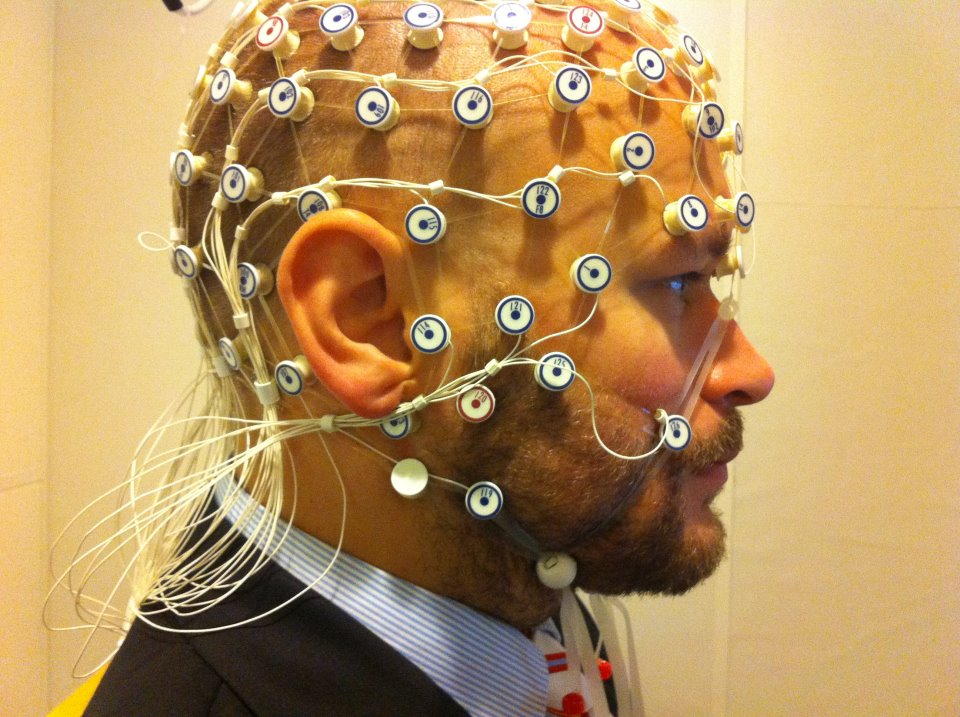
EEG recording

مناطق منتصف المخ وجذع الدماغ في الجهاز العصبي المركزي هي المراكز الأولى في مسار معالجة التكامل متعدد الحواس وتشارك هذه المناطق في الدماغ في عمليات التنسيق، والانتباه، والإثارة، والوظائف اللاإرادية. بعد مرور المعلومات الحسية من خلال هذه المراكز، يتم توجيه هذه المعلومات إلى مناطق الدماغ المسؤولة عن العواطف والذاكرة والوظائف الإدراكية عالية المستوى. اضطرابات المعالجة الحسية لا تؤثر فقط على التفسير ورد الفعل على المؤثر في مناطق الدماغ المتوسط فحسب، ولكن تؤثر أيضا على عدة وظائف أعلى. أي ضرر في أي جزء من المخ والذي يشارك في المعالجة متعددة الحواس يمكن أن يسبب صعوبات في معالجة المؤثرات بشكل كاف بطريقة وظيفية.
وتركز الأبحاث الحالية في مجال المعالجة الحسية على إيجاد أسباب وراثية وعصبية لاضطرابات المعالجة الحسية.
عادة ما يجري استخدام تسجيل النشاط الكهربائي للدماغ وتسجيل الجهد المرتبط بالأحداث لاستكشاف الأسباب الكامنة وراء السلوكيات التي لوحظت في اضطرابات المعالجة الحسية. بعض الأسباب المتصاحبة المقترحة من قبل البحوث الحالية هي:
تسجيل النشاط الكهربائي للدماغ
•الاختلافات في فرط الاستجابة اللمسية والسمعية تظهرتأثيرات جينية متوسطة، مع فرط استجابة لمسية تدل بشكل متزايد على القدرة على التوريث. التحليل الجيني ثنائي المتغير يفترض وجود عدة عوامل وراثية للفروق الفردية في فرط الاستجابة الحسية السمعي واللمسي.
•الأشخاص المصابون باضطرابات المعالجة الحسية لديهم مستويات حسية أدنى فيما يتعلق بفتح أو غلق القنوات الأيونية.
•الأشخاص المصابون بفرط الاستجابة الحسية ربما تجد لديهم مستويات مرتفعة من مستقبلات D2 في الجسم المخطط، متعلقة بالنفور من المؤثرات اللمسية ومتعلقة أيضا بانخفاض مستوى التعود. في النماذج الحيوانية، الإجهاد ما قبل الولادي يؤدي إلى تجنب اللمس بشكل ملحوظ.
•أوجدت الدراسات باستخدام تسجيل الجهد المرتبط بالأحداث عند الأطفال الذين يعانون من النوع الفرغي لفرط الاستجابة الحسية تكامل عصبي غير نمطي للمدخلات الحسية. مولدات عصبية مختلفة يمكن تفعيلها في مراحل أبكر من معالجة المعلومات الحسية في الأشخاص المصابين بفرط الاستجابة الحسية عن الأشخاص الذين ينمون بصورة طبيعية. الترابط التلقائي للمدخلات الحسية ذات العلاقة السببية والتي تحدث في هذه المرحلية الحسية الإدراكية المبكرة قد لا تعمل بشكل صحيح في الأطفال الذين يعانون من فرط الاستجابة الحسية. إحدى الفرضيات أن التحفيز متعدد الحواس قد يقوم بتفعيل نظام على مستوى أعلى في القشرة الجبهية والتي تتضمن الاهتمام والمعالجة المعرفية، بدلا من التكامل التلقائي للمؤثرات متعددة الحواس والتي يمكن ملاجظتها في الكبار أصحاب النمو المثالي في القشرة السمعية.

### أبحاث
•كشفت الأبحات الحديثة عن وجود مكونات مجهرية غير طبيعية للمادة البيضاء في الأطفال الذين يعانون من اضطرابات المعالجة الحسية، مقارنة بالأطفال النموذجيين وأولئك الذين يعانون من اضطرابات عصبية أخرى مثل التوحد ومرض نقص الانتباه وفرط النشاط.

## التشخيص
حاليا يتم أخذ مرض اضطراب المعالجة الحسية بعين الاعتبار عند إجراء التصنيف التشخيصي للصحة العقلية واضطرابات النمو في الرضع والطفولة المبكرة (DC:0-3R)، لكن هذا المرض لا يتم الاعتراف به كنوع من أنواع الاضطراب العقلية في الكتيبات الطبية مثل ICD-10[21]أوDSM-5]
يتم الوصول إلى التشخيص في المقام الأول عن طريق استخدام الاختبارات القياسية، والاستبيانات القياسية، وجداول الرصد المتخصصة، ومراقبة اللعب الحر في صالة المعالجة الطبيعية. مراقبة الأنشطة الوظيفية ربما يتم إجراؤها في في المدرسة والبيت كذلك. بعض الموازين التي لا يتم استخدامها في تقييم اضطرابات المعالجة الحسية بشكل حصري يتم استخدامها لقياس الإدراك البصري، والوظيفة البصرية، وعلم الأعصاب والمهارات الحركية. تبعا للبلد المعني، يتم الوصول إلى التشخيص من قبل أخصائيين مختليفين، مثل أخصائيي العلاج الوظيفي، وعلماء النفس والمتخصصين في التعلم، وأخصائيي العلاج الطبيعي و/أو معالجي أمراض النطق واللغة. في بعض البلدان من المستحسن القيام بتقييم نفسي وعصبي شامل في حال كانت الأعراض حادة جدا.
الاختبارات:

### الاختبارات القياسية
•اختبار التكامل الحسي والتطبيق العملي للتجارب.
•اختبار ديغانجي بيرك للتكامل الحسي
•اختبار الوظائف الحسية للرضع

### استبيانات معيارية
•الملف الشخصي الحسي
•الملف الشخصي الحسي للرضيع / والطفال الصغير
•الملف الشخصي الحسي للمراهق / والبالغ
•الملف الشخصي الحسي لرفيق المدرسة
•معايير المعالجة الحسية
•معايير المعالجة الحسية لفترة ما قبل المدرسة

### الاختبارات الأخرى المستخدمة
•الملاحظات السريرية للمهارات الحركية والوضعية
•الاختبار النموي للإدراك البصري: اللإصدارالثاني
•اختبار بيري بوكتينكا النموي للتكامل الحركي البصري، الإصدار السادس
•معيار ميلر للمشاركة والوظيفة
•اختبار برونينكس أوسيرتسكي للمهارات الحركية، الإصدار الثاني
•مخزون تقييم السلوك للوظائف التنفيذية

## العلاج

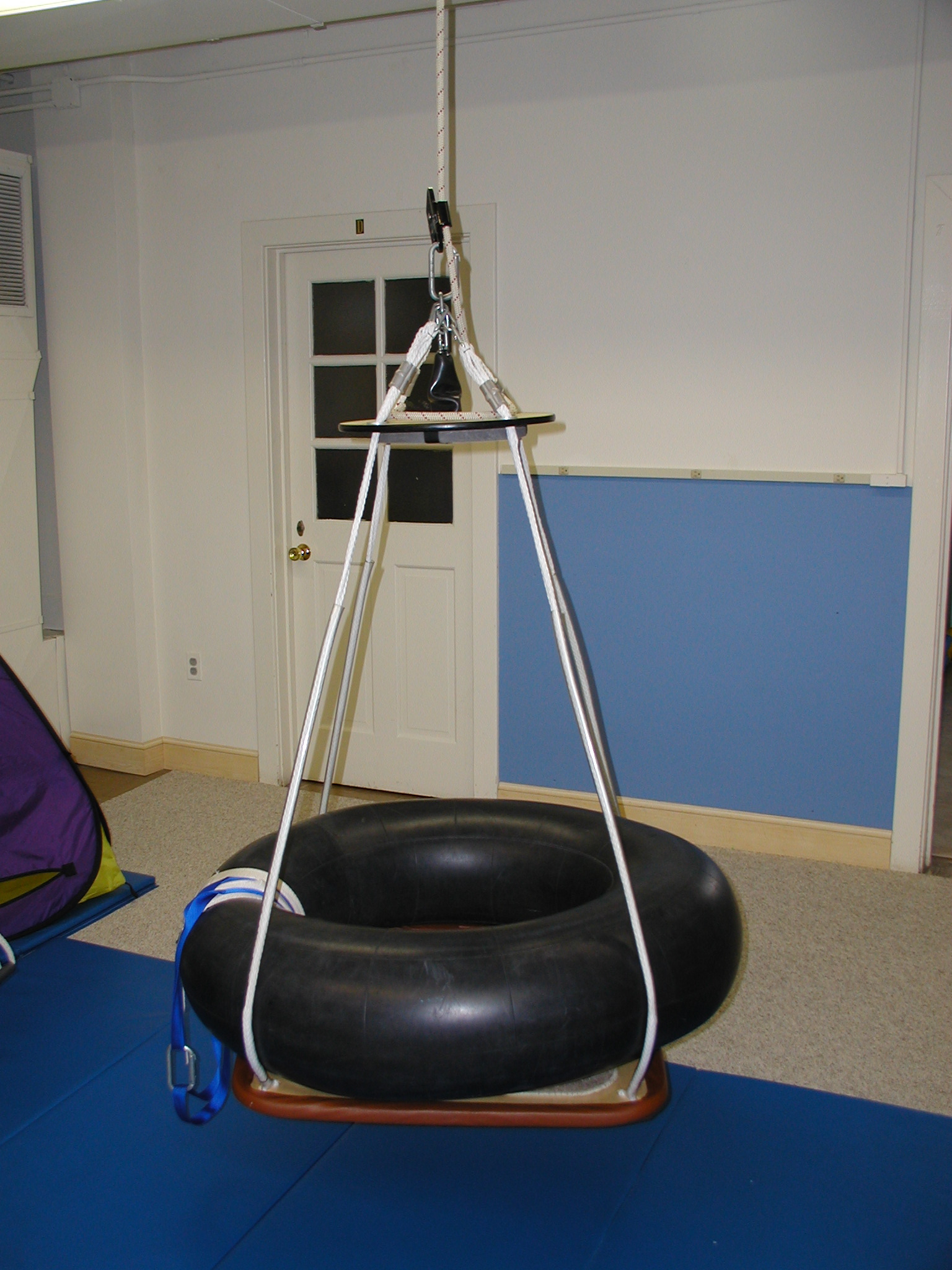
Vestibular system is stimulated through hanging equipment such as tire swings

تم تطوير العديد من العلاجات لعلاج اضطرابات المعالجة الحسية

### معالجة التكامل الحسي
يتم تحفيز الجهاز الدهليزي من خلال تعليق بعض المعدات مثل إطارات السباحة
الشكل الرئيسي لعلاج التكامل الحسي هو نوع من أنواع العلاج الوظيفي الذي يخضع له الأطفال بوضعهم في غرفة مصممة خصيصا لتحفيز وإثارة كل الحواس عند الطفل.
خلال الجلسة، يعمل المعالج بشكل وثيق مع الطفل لتوفير مستوى من التحفيز الحسي والذي يمكن للطفل أن يتعامل معه، يترافق ذلك مع التشجيع على الحركة داخل الغرفة. علاج التكامل الحسي مستوحى من قبل أربعة مبادئ رئيسية هي:
•تحدي حقيقي (يجب أن يكون الطفل قادرا على مواجهة التحديات بنجاح والتي يتم تقديمها له بصورة أنشطة مرحة)
•استجابة تكيفية (الطفل يكيف سلوكه مع إستراتيجيات جديدة ومفيدة استجابة للتحديات المقدمة)
•المشاركة النشطة (سيرغب الطفل بالمشاركة لأن الأنشطة متعة)
•الطفل موجّه (يتم استخدام أفضليات الطفل لبدء التجارب العلاجية ضمن الجلسة)

### علاج المعالجة الحسية
هذا العلاج يحافظ على كل المبادئ الأربعة المذكورة أعلاه، ويضيف عليها:
•الشدة (شخص يحضر العلاج يوميا لمدة طويلة من الزمن)
•النهج النموي (المعالج يتكيف مع العمر التطوري للشخص، مقابل العمر الحقيقي)
•تقييم الاختبار وإعادة الاختبار المنهجي (يتم تقييم جميع العملاء قبل وبعد)
•عملية موجهة مقابل نشاط موجه (المعالج يركز على الاتصال العاطفي «الصحيح تماما» والعملية التي تعزز العلاقة)
•تثقيف الأهل (جلسات تثقيف الوالدين يتم إدراجها ضمن عملية العلاج)
•«بهجتنا»"joie de vivre"(السعادة في الحياة هي الهدف الرئيسي من العلاج، والتي تتحقق من خلال المشاركة الاجتماعية، التنظيم الذاتي، والثقة بالنفس)
•مزيج من تدخلات الممارسة الأفضل (غالبا ما تترافق مع نظام علاج تكاملي سماعي، وفترة اللعب على الأرض، والوسائط الإلكترونية مثل أجهزة إكس بوكس كينكت، نينتندو وي، جهاز التدريب ماكوتو 2 وغيرها)

### طرق أخرى
بعض هذه العلاجات (التعامل الحسي الحركي، على سبيل المثال) لديها مبررات مشكوك بها وليس لها أي أدلة تجريبية. علاجات أخرى (العدسات الموشورية، ممارسة الرياضة البدنية، والتدريب التكاملي السمعي، على سبيل المثال) كان لديها دراسات ذات نتائج إيجابية صغيرة، ولكن عدد قليل من الاستنتاجات يمكن استخلاصها من هذه الدراسات بسبب المشاكل المنهجية فيها. على الرغم من أن العلاجات القابلة للتكرار قد وصفت ولها مقاييس ناتجة صحيحة معروفة، توجد هناك فجوات في المعرفة المتعلقة بفشل التكامل الحسي وعلاجه. الدعم التجريبي محدود، لهذا السبب هناك حاجة إلى تقييم منهجي في حالة استخدام هذه التدخلات.
الأطفال الذين يعانون من قصور التفاعل ربما يتعرضون لأحاسيس قوية مثل الضرب بالفرشاة، الاهتزازات أو الفرك. اللعب قد يحتوي على مجموعة من المواد لتحفيز الحواس مثل: اللعب بالعجين أو طلي الاصابع.
الأطفال الذين يعانون من فرط التفاعل قد يواجهون مشاكل في الهدوء قبل الذهاب إلى النوم. تعريض الطفل لأنشطة سلمية مثل الموسيقى الهادئة، والهدهدة لطيفة، واليوغا، أو التنفس العميق في غرفة مضاءة بشكل هادئ ولطيف يمكن أن يساعدهم على تهدئتهم ويسهل عليهم النوم.
المكافآت والهدايا الصغيرة أو المفاجئة يمكن أن تستخدم في سبيل تشجيع الأطفال على تحمل الأنشطة التي يتجنبونها عادة.
في حين أن المعالج الطبيعي يستخدام إطار التكامل الحسي من العمل المرجعي على زيادة قدرة الطفل على معالجة المدخلات الحسية بشكل كاف، قد يركز معالجون آخرون على وسائل راحة بيئية يمكن للوالدين والعاملين في المدرسة استخدامها لتعزيز وظيفة الطفل في البيت والمدرسة، والمجتمع. ومن هذه الوسائل اختيار ملابس ناعمة وخالية من البطاقات، بالإضافة إلى تجنب الإضاءة المشعة، وتوفير سدادات الأذن لاستخدامات «الطوارئ» (مثل تدريبات اطفاء الحرائق).

### البالغين
هناك قاعدة أدلة متزايدة تشير إلى فكرة أن البالغين تظهر لديهم علامات حول صعوبات في المعالجة الحسية، وتدعم هذه الفكرة بحوث مبكرة في المملكة المتحدة ونتائج سريرية محسنة لعملاء تم تقييمهم على أساس وجود صعوبات في المعالجة الحسية، تشير إلى أن المداواة قد تكون العلاج المناسب. العملاء البالغين تظهر لديهم مجموعة من المظاهر بما في ذلك مرض التوحد ومتلازمة اسبرجر، واضطرابات تنسيق النمو وبعض صعوبات الصحة العقلية فضلا عن ذلك. ويقترح المعالجون أن هذه المظاهر قد تنشأ من الصعوبات التي تواجه البالغين الذين يعانون من صعوبات المعالجة الحسية أثناء محاولتهم للتغلب على التحديات والمتطلبات المرتبطة بالحياة اليومية. ومن المهم عند علاج البالغين التركيز ليس فقط على التنظيم الحسي بل أيضا على مساعدتهم في تطوير الدعم الاجتماعي والمحافظة عليه. البالغين الذين يعانون من فرط الاستجابة الحسية لديهم ارتباط وثيق بمستويات عالية من القلق والاكتئاب مقارنة مع البالغين الذين ليس لا يعانون من فرط الاستجابة الحسية. وهذا مرتبط بالغياب الملموس للدعم الاجتماعي. اضطراب المعالجة الحسية يمكن أيضا أن يرتبط بنوعية النوم لدى البالغين. هذه الرابطة يمكن رؤيتها بشكل خاص في البالغين الذين لديهم عتبات عصبية منخفضة (الحساسية الحسية والتجنب الحسي). هؤلاء الأفراد أكثر حساسية للمحفزات اللمسية، والسمعية والبصرية التي غالبا ما تؤثر على نوعية النوم.

## الانتشار
يقدر أن ما يصل نسبته إلى 16.5% من الأطفال في سن المدرسة الابتدائية يظهرون سلوكيات مرتفعة لفرط الاستجابة الحسية في اللمس و/أو الطرائق السمعية. ومع ذلك، هذا الرقم قد يمثل تقدير أقل من الحقيقي لانتشار فرط الاستجابة الحسية، حيث أن هذه الدراسة لم تشمل الأطفال الذين يعانون من اضطرابات في النمو أو أولئك الذين قد ولدوا قبل أوانهم، فهم أكثرعرضة لفرط الاستجابة الحسية.
هذا الرقم، مع ذلك، أكبر مما أظهرته دراسات سابقة كانت قد أجريت على عينات أصغر من المرضى، حيث كان يقدر عدد المصابين بفرط الاستجابة الحسية بـ 5-13% من الأطفال في سن المدرسة الابتدائية. معدل الإصابة بالأنواع الفرعية الأخرى غير معروف حالياً.

## العلاقة مع الأمراض الأخرى
بما أن الظروف المرضية المتعددة التي تترافق مع بعضها البعض هي شائعة الحدوث مع مشاكل التكامل الحسي، فإن الشخص قد يوجد لديه أمراض أخرى كذلك. الناس الذين يشخص لديهم اضطراب المعالجة الحسية ربما يبدون كذلك علامات القلق، واضطراب نقص الانتباه وفرط النشاط، عدم تحمل الطعام، واضطرابات سلوكية واضطرابات أخرى.

### اضطرابات طيف التوحد وصعوبات المعالجة الحسية
اضطراب المعالجة الحسية هو اعتلال مشترك شائع الحدوث مع اضطرابات طيف التوحد ويتم تضمينه الآن كجزء من الأعراض في DSMV.
إن التزامن القوي والغير العادي بين القشور الحسية المشاركة في الإدراك وبين المناطق تحت القشرية التي تنقل المعلومات من الأعضاء الحسية إلى القشرة المخية يشير إلى وجود دور مركزي في فرط الحساسية وغيرها من الأعراض الحسية التي تحدد اضطراب طيف التوحد. التعديل الحسي هو النوع الفرعي الرئيسي الذي أجريت عليه الدراسات. اختلافات نقص الاستجابة (المشي إلى الأشياء، على سبيل المثال) أكثر من اختلافات فرط الاستجابة (التأذي من الأصوات العالية، على سبيل المثال) أو الالتماس الحسي (الحركات الإيقاعية، على سبيل المثال). الاستجابات ربما تكون أكثر شيوعا في الأطفال: عدد من الدراسات وجدت أن الأطفال الذين يعانون من التوحد لديهم خلل في الإدراك اللمسي في حين أن البالغين المصابين بالتوحد ليس لديهم هذا الخلل.
لقد تم تطوير استبيان التجارب الحسية للمساعدة في تحديد أنماط المعالجة الحسية للأطفال الذين يعانون من مرض التوحد.

### اضطراب المعالجة الحسية
واضطراب نقص الانتباه وفرط النشاط
يجري الاعتقاد بأن اضطراب المعالجة الحسية يتم تشخيصه خطأً عند الأشخاص الذين يعانون من مشاكل الانتباه.على سبيل المثال، الطالب الذي يخفق في تكرار ما قد قيل في الصف (بسبب الملل أو عدم التركيز) ربما يتم إحالته لتقييم خلل التكامل الحسي. ويتم بعد ذلك تقييم الطالب من قبل أخصائي العلاج الطبيعي لتحديد سبب الصعوبة في التركيز والحضور، وربما يجري أيضا تقييم لمشاكل المعالجة السمعية أو مشاكل المعالجة اللغوية من قبل أخصائي السمع أو أخصائي أمراض النطق واللغة.
على نحو مشابه، فإن طفلا قد يصنف خطأً أن لديه «اضطراب نقص الانتباه وفرط النشاط» بسبب ملاحظة الاندفاع عنده، في حين أن هذا الاندفاع يقتصر على السعي الحسي أو التجنب. ربما يقوم الطفل بالقفز من مقعده في الصف بشكل منتظم على الرغم من التحذيرات والتهديدات المتكررة، يحدث هذا بسبب حالة سوء استقبال الحس العميق عنده (الوعي بالجسم) مما يتسبب في سقوط الطفل من مقعده، وخوف الطفل من وقوع هذه المشكلة المحتملة تجعله يتجنب الجلوس كلما أمكن ذلك. إذا كان نفس الطفل قادرا على البقاء جالسا في مقعده بعد إعطائه وسادة قابلة للنفخ للجلوس عليها (الأمر الذي يوفر له مدخلات حسية أكثر)، أو كان الطفل قادرا على البقاء جالسا في المنزل أو في غرفة صف معينة ولكن ليس في غرفة الصف الرئيسية، هو علامة على وجوب إجراء المزيد من التقييم لتحديد سبب الاندفاع الطفل.

### أمراض المصاحبة الأخرى
أمراض مختلفة يمكن أن تنطوي على اضطراب المعالجة الحسية، مثل الوسواس القهري، انفصام الشخصية، عوز أنزيم شبه ألدهيد السكسينيك، سلس البول الليلي الأولي، التعرض للكحول فترة ما قبل الولادة، صعوبات التعلم[17] والأشخاص الذين يعانون من اصابات بالغة في الدماغ أوالذين تمت زراعة قوقعة لهم. وربما لديهم مشاكل وراثية مثل متلازمة اكس الهشة ((fragile X syndrome.

## جدليات

### كتيبات
ورد ذكر اضطراب المعالجة الحسية في «الكتيب التشخيصي للرضع والطفولة المبكرة» لستانلي جرينسبان، كماورد أيضا في «التصنيف التشخيصي من صفر إلى ثلاثة» تحت جزئية اضطرابات تنظيم المعالجة الحسية. ولكنه غير معترف به في كتيبات ICD-10 أو في التحديثات الأخيرة لكتيباتDSM-5.] مع ذلك، فإن أي تفاعل غير عادي للمدخلات الحسية أو أي اهتمام غيرعادي في الجوانب الحسية ممكن أن يتم تضمينه كمعيار محتمل وليس ملزماً لتشخيص مرض التوحد.

### سوء التشخيص
يوضح البعض أن اضطراب المعالجة الحسية هو تشخيص واضح لا اشكالية فيه، في حين يرى آخرون أن الاختلافات في الاستجابة الحسية هي سمات لتشخيصات أخرى، وأنها ليست تشخيص مستقل. الأكاديمية الأمريكية لطب الأطفال، على سبيل المثال، لا تنصح بتشخيص اضطراب المعالجة الحسية. لكن صعوبة احتمال أو معالجة المعلومات الحسية هو السمة التي يمكن أن ينظر إليها في العديد من الاضطرابات السلوكية المتعلقة بالنمو، بما في ذلك مرض اضطراب طيف التوحد، نقص الانتباه وفرط النشاط، اضطراب التنسيق النموي، أو اضطراب القلق الطفولي. وقد اقترح عالم الأعصاب ديفيد إيجيلمان بأن اضطراب المعالجة الحسي هو شكل من أشكال الإحساس المتزامن، وهو مرض في الإدراك الحسي حيث تختلط كل الحواس بعضها ببعض. وعلى وجه التحديد، يقترح إيجيلمان أنه بدلا من مدخلات حسية «ترتبط بمنطقة اللون [الخاصة بالشخص في الدماغ] تكون مرتبطة بمنطقة تنطوي على الألم أو النفور أو الغثيان».
وصف الباحثون اضطراب فرط التحفيز الحسي الوراثي القابل للعلاج الذي يلبي المعايير التشخيصية لكل من اضطراب نقص الانتباه ومرض فشل التكامل الحسي.

### أبحاث
زهاء 130 مقالا حول التكامل الحسي تم نشرها في المجلات (الغالبية في العلاج الطبيعي). وقد تم تناول الصعوبات التي تواجه تصميم البحوث والدراسات مزدوجة التعمية لحالات فشل التكامل الحسي من قبل تمبل جراندين وآخرون. هناك حاجة إلى مزيد من الأبحاث.
ولأن كمية البحوث بشأن فعالية علاج اضطراب المعالجة الحسي محدودة وغير حاسمة، فإن الأكاديمية الأمريكية لطب الأطفال تنصح أطباء الأطفال بإخبار العائلات حول هذه المحدودية، والتحدث مع الأسر حول فترة تجريبية لعلاج اضطراب المعالجة الحسي، وتعليم العائلات كيفية تقييم فعالية المعالجة.

## مجتمع
دعت الجمعية الأمريكية للعلاج الوظيفي (AOTA) إلى استخدام مجموعة متنوعة من طرق التكامل الحسي لمن يعانون من اضطراب المعالجة الحسية.  كما دعت الجمعية إلى مزيد من البحث لزيادة التغطية التأمينية للعلاج من الأمراض ذات الصلة.ومن الناحية المجتمعية فقد بذلت الجمعية الأمريكية للعلاج الوظيف جهداً لتثقيف الجمهور حول علاج التكامل الحسي.
 تدعم الجمعية الأمريكية للعلاج الوظيفي المبادئ التوجيهية الحالية لممارسة استخدام علاج التكامل الحسي والتعليم بين المهنيين من الأطباء والتعاون من أجل تحسين العلاج لأولئك الذين يعانون من اضطراب المعالجة الحسية.  كما توفر الجمعية الأمريكية للعلاج الوظيفي العديد من الموارد المتعلقة بعلاج التكامل الحسي، يتضمن بعض تلك الموارد ورقة حقائق وأبحاث جديدة وفرص التعليم المستمر.

## تاريخ
تم وصف اضطراب المعالجة الحسية لأول مرة وبصورة متعمقة من قبل المعالجة الطبيعية آنا جان ايريس (1920-1989). وفقا لكتابات ايريس، فإن الشخص المصاب باضطراب المعالجة الحسية سيكون لديه قدرة متناقصة على تنظيم المعلومات الحسية عند ورودها من الحواس.

### النموذج الأصلي
إن الإطار النظري لإيريس لما وصفته بالتكامل الحسي تم تطويره بعد إجراء دراسات تحليلية سداسية العوامل للسكان من الأطفال الذين يعانون من صعوبات في التعلم، إعاقات حركية إدراكية، بالإضافة إلى أطفال ذوي نمو طبيعي. ابتكرت ايريس التصنيفات المرضية التالية استنادا إلى الأنماط التي ظهرت في التحليل العاملي:
•خلل الأداء: سوء التخطيط الحركي (مرتبط أكثر بالجهاز الدهليزي واستقبال الحس العميق)
•ضعف التكامل الثنائي: عدم استخدام كلا الجانبين من الجسم في وقت واحد بشكل كاف
•الدفاع اللمسي: رد فعل سلبي على المنبهات اللمسية
•فشل الإدراك الحسي البصري: ضعف الشكل وإدراك الفراغ والوظائف الحركية البصرية
•خلل الأداء الجسماني: سوء التخطيط الحركي (المتعلق بندرة المعلومات القادمة من أنظمة اللمس والحس العميق)
•مشاكل سمعية لغوية
يُعتقد أن خلل الإدراك الحسي والخلل اللغوي السمعي يمتلكان عنصر معرفي قوي بالإضافة إلى علاقة ضعيفة مع اضطراب المعالجة الحسية المرافق، لذلك لا تؤخذ بالاعتبار، وتُعتبر اضطراباٌ أو خللاً مركزياً في العديد من نماذج المعالجة الحسية.
في عام 1998، قام موليجان بإجراء دراسة على 10.000 مجموعة من البيانات، كل واحدة تمثل طفل واحد. وقد أجرت التحاليل العاملية التأكيدية والاستكشافية، ووجدت أنماط مماثلة للاضطراب مع بياناتها كما فعلت ايريس.

### النموذج الرباعي
يستخدم تصنيف الأمراض الخاص بالعالم دان معيارين: نوع الاستجابة (استجابة فعالة مقابل استجابة غير فعالة)ونوع العتبة الحسية للمنبهات (منخفضة أوعالية) مما ينتج 4 أنواع فرعية أو أربع أرباع:
•العتبات العصبية العالية
1.تسجيل منخفض: عتبة عالية مترافقة مع استجابة غير فعالة. الأفراد الذين لا يلتقطون الأحاسيس، وبالتالي يشاركون في سلوكيات سلبية.
2.التماس الإحساس: عتبة عالية واستجابة فعالة. أولئك الذين يسعون بنشاط وراء بيئة غنية بالإحساس.
•العتبات العصبية المنخفضة
1.الحساسية للمؤثرات: عتبة منخفضة مترافقة مع استجابة غير فعالة. الأفراد الذين يصبحون مشتتين وغير مرتاحين عندما يتعرضون لإحساس ولكن لايحجمون أو يتجنبون التعرض لهذه الأحاسيس.
2.تجنب الإحساس: عتبة منخفضة واستجابة فعالة. الأفراد الذين يحجمون تعرضهم للأحاسيس بطريقة فعالة، وبالتالي فهم ينظمون أنفسهم بشكل قوي.

### نموذج المعالجة الحسية
في تصنيف الأمراض الخاص بالعالم ميلر تم تغييراسم "فشل التكامل الحسي" إلى "اضطراب المعالجة الحسية" من أجل تسهيل عمل البحوث المنسقة مع مجالات أخرى مثل علم الأعصاب حيث أن استخدام مصطلح " التكامل الحسي " غالبا ما ينطبق على العملية الخلوية الفيزيولوجية العصبية بدلاً من الاستجابة السلوكية للمدخلات الحسية كما بينتها ايريس ". حاليا تم تطوير تصنيف اضطرابات المعالجة الحسية عن طريق ميلر، استنادا إلى المبادئ الأساسية العصبية.

### نماذج أخرى
مجموعة واسعة من المناهج تمتلك إحساس مندمج من أجل التأثيرعلى التعلم والسلوك.•برنامج التنبيه للتنظيم الذاتي هوعبارة عن نهج متكامل يشجع الوعي المعرفي لليقظة في كثير من الأحيان مع استخدام إستراتيجيات حسية لدعم التعلم والسلوك.
•أساليب أخرى تستخدم في المقام الأول الخبرات الحسية غير الفعالة أوالتحفيزالحسي على المستند إلى بروتوكولات محددة، مثل نهج ويلبارجر والبروتوكول الدهليزي المحرك للعين.